# Кари, Тамла
Та́мла Ка́ри (англ. Tamla Kari, род. 27 июля 1988, Ковентри, Уэст-Мидлендс, Англия) — английская телевизионная актриса. Имя при рождении — Тамла Ка́мминс (англ. Tamla Cummins). Наиболее известна по роли Констанции Бонасье в телесериале «Мушкетёры».

## Ранняя жизнь и образование
Кари родилась и выросла в городе Ковентри в графстве Уэст-Мидлендс. Она ходила в начальные школы Уайкен Крофт (англ. Wyken Croft Primary School) и Эрлсдон (англ. Earlsdon Primary School), а позже пошла в старшую школу Вествуд (англ. Westwood School) и закончила общественный колледж. Кари начала брать уроки танцев в возрасте четырёх лет. Также она занималась балетом и другими видами танцев, но завершила обучение до двадцати лет.
После окончания школы, она переехала в Лондон, чтобы пройти обучение в театральной школе. В 2011 году она получила актёрский диплом. Прежде чем получить место в драматическом центре в Лондоне, Кари выступала в местной театральной труппе в Ковентри, которая называется Молодёжные искусства Святого Финбарра (англ. St Finbarr's Youth Arts) в течение нескольких лет.

## Фильмография
| Год       |   | Русское название         | Оригинальное название  | Роль               |
| --------- | - | ------------------------ | ---------------------- | ------------------ |
| 2011      | ф | Переростки               | The Inbetweeners Movie | Люси               |
| 2012      | с | Быть человеком           | Being Human            | Перл               |
| 2012      | с | Шёлк                     | Silk                   | Иззи Калвин        |
| 2012      | с | Куку                     | Cuckoo                 | Рейчел Томпсон     |
| 2013      | с | Всякая всячина           | The Job Lot            | Даниэль Фишер      |
| 2014      | ф | Переростки на краю света | The Inbetweeners 2     | Люси               |
| 2014—2016 | с | Мушкетёры                | The Musketeers         | Констанция Бонасье |
| 2019      | с | Британия                 | Britannia              | Бриджет            |